# Associazione Calcio Torino 1961-1962
Questa voce raccoglie le informazioni riguardanti l'Associazione Calcio Torino nelle competizioni ufficiali della stagione 1961-1962.

## Rosa
| N. |                   | Ruolo | Calciatore              |
| -- | ----------------- | ----- | ----------------------- |
|    | Italia (bandiera) | P     | Luciano Panetti         |
|    | Italia (bandiera) | P     | Lido Vieri              |
|    | Italia (bandiera) | D     | Enzo Bearzot (capitano) |
|    | Italia (bandiera) | D     | Bertoletti              |
|    | Italia (bandiera) | D     | Luciano Buzzacchera     |
|    | Italia (bandiera) | D     | Beniamino Cancian       |
|    | Italia (bandiera) | D     | Natalino Fossati        |
|    | Italia (bandiera) | D     | Antonino Gerbaudo       |
|    | Italia (bandiera) | D     | Remo Lancioni           |
|    | Italia (bandiera) | D     | Roberto Rosato          |
|    | Italia (bandiera) | D     | Piero Scesa             |
|    | Italia (bandiera) | D     | Giancarlo Versolatto    |
|    | Italia (bandiera) | C     | Giancarlo Cella         |
|    | Italia (bandiera) | C     | Giorgio Ferrini         |

| N. |                        | Ruolo | Calciatore            |
| -- | ---------------------- | ----- | --------------------- |
|    | Italia (bandiera)      | C     | Antonio Giammarinaro  |
|    | Scozia (bandiera)      | C     | Denis Law             |
|    | Argentina (bandiera)   | C     | Marcos Locatelli      |
|    | Italia (bandiera)      | C     | Giambattista Moschino |
|    | Italia (bandiera)      | C     | Giampiero Schiavo     |
|    | Italia (bandiera)      | A     | Enrico Albrigi        |
|    | Inghilterra (bandiera) | A     | Joe Baker             |
|    | Italia (bandiera)      | A     | Amedeo Balestrieri    |
|    | Italia (bandiera)      | A     | Carlo Crippa          |
|    | Italia (bandiera)      | A     | Beniamino Di Giacomo  |
|    | Italia (bandiera)      | A     | Ulisse Gualtieri      |
|    | Italia (bandiera)      | A     | Giordano Mattavelli   |
|    | Italia (bandiera)      | A     | Silvano Mencacci      |
|    | Italia (bandiera)      | A     | Gianfranco Trombini   |

## Calciomercato
| Acquisti | Acquisti             | Acquisti          | Acquisti      |
| R.       | Nome                 | da                | Modalità      |
| -------- | -------------------- | ----------------- | ------------- |
| A        | Joe Baker            | Hibernian         | definitivo    |
| A        | Amedeo Balestrieri   | Portocivitanovese | prestito      |
| D        | Natalino Fossati     | Alessandria       | definitivo    |
| D        | Antonino Gerbaudo    | Cagliari          | fine prestito |
| C        | Antonio Gianmarinaro | Mantova           | definitivo    |
| C        | Denis Law            | Manchester City   | definitivo    |
| A        | Giordano Mattavelli  | Simmenthal-Monza  | definitivo    |
| P        | Luciano Panetti      | Roma              | definitivo    |
| C        | Giampiero Schiavo    | Marzotto Valdagno | definitivo    |
| A        | Gianfranco Trombini  | Ravenna           | definitivo    |

| Cessioni | Cessioni              | Cessioni         | Cessioni      |
| R.       | Nome                  | a                | Modalità      |
| -------- | --------------------- | ---------------- | ------------- |
| P        | Antonio Odasso        | Grosseto         | definitivo    |
| P        | Narciso Soldan        | Treviso          | definitivo    |
| D        | Mauro Lessi           | Livorno          | definitivo    |
| D        | Fabrizio Poletti      | Asti             | prestito      |
| C        | Rino Ferrario         |                  | fine carriera |
| C        | Antonio Gianmarinaro  | Bari             | definitivo    |
| C        | Giovanni Invernizzi   | Venezia          | definitivo    |
| C        | Italo Mazzero         | Mantova          | definitivo    |
| C        | Giambattista Moschino | Novara           | prestito      |
| A        | Giancarlo Danova      | Milan            | definitivo    |
| A        | Ugo Tomeazzi          | Napoli           | definitivo    |
| A        | Vincenzo Traspedini   | Simmenthal-Monza | definitivo    |

## Risultati

### Serie A

#### Girone di andata
| Arbitro: | De Marchi (Pordenone) |

|                        |           |  |
| Skoglund 9’ Toschi 15’ | Marcatori |  |

| Arbitro: | Babini (Ravenna) |

|                        |           |                                   |
| Law 11’ Baker 25’, 36’ | Marcatori | 3’ Kostić 48’ Fusato 62’ Menti IV |

| Milano 10 settembre 1961, ore 16:00 UTC+1 3ª giornata | Inter               | 0 – 0 | Torino | Stadio San Siro (52.918 spett.)\| Arbitro: \| Francescon (Padova) \| |
| Arbitro:                                              | Francescon (Padova) |       |        |                                                                      |

| Arbitro: | Adami (Roma) |

|                                                     |           |                        |
| Ferrini 12’ Locatelli 33’ Crippa 58’ Law 68’ (rig.) | Marcatori | 61’, 88’ (rig.) Raffin |

| Arbitro: | Campanati (Milano) |

|               |           |                     |
| Di Giacomo 8’ | Marcatori | 69’ (aut.) Pasinato |

| Arbitro: | Campanati (Milano) |

|                     |           |              |
| Law 19’ (rig.), 80’ | Marcatori | 83’ Furlanis |

| Arbitro: | Gambarotta (Genova) |

|  |           |           |
|  | Marcatori | 69’ Baker |

| Arbitro: | Sbardella (Roma) |

|             |           |                        |
| Canella 78’ | Marcatori | 14’, 51’ Law 67’ Baker |

| Arbitro: | Genel (Trieste) |

|                            |           |                    |
| Mazzero 16’ (aut.) Law 46’ | Marcatori | 67’ (rig.) Sormani |

| Arbitro: | Rigato (Mestre) |

|                      |           |  |
| Maschio 28’ Nova 51’ | Marcatori |  |

| Arbitro: | Angelini (Firenze) |

|           |           |  |
| Baker 23’ | Marcatori |  |

| Arbitro: | Jonni (Macerata) |

|             |           |             |
| Bearzot 50’ | Marcatori | 76’ Zannier |

| Arbitro: | Lo Bello (Siracusa) |

|                              |           |                     |
| Carpanesi 20’ Manfredini 59’ | Marcatori | 34’ Albrigi 42’ Law |

| Arbitro: | Francescon (Padova) |

|          |           |  |
| Baker 5’ | Marcatori |  |

| Arbitro: | Rigato (Mestre) |

|                       |           |  |
| Robotti 8’ Hamrin 80’ | Marcatori |  |

| Arbitro: | Gambarotta (Genova) |

|            |           |              |
| Crippa 49’ | Marcatori | 61’ Altafini |

| Arbitro: | Jonni (Macerata) |

|                 |           |  |
| De Robertis 83’ | Marcatori |  |

#### Girone di ritorno
| Torino 24 dicembre 1961, ore 14:30 UTC+1 18ª giornata | Torino         | 0 – 0 | Sampdoria | Stadio Filadelfia (10.000 spett.)\| Arbitro: \| Righi (Milano) \| |
| Arbitro:                                              | Righi (Milano) |       |           |                                                                   |

| Arbitro: | Angelini (Firenze) |

|          |           |         |
| Puia 22’ | Marcatori | 41’ Law |

| Torino 7 gennaio 1962, ore 14:30 UTC+1 20ª giornata | Torino              | 0 – 0 | Inter | Stadio Comunale (31.892 spett.)\| Arbitro: \| Gambarotta (Genova) \| |
| Arbitro:                                            | Gambarotta (Genova) |       |       |                                                                      |

| Arbitro: | Roversi (Bologna) |

|  |           |             |
|  | Marcatori | 60’ Albrigi |

| Arbitro: | Roversi (Bologna) |

|                     |           |              |
| Law 46’ Bearzot 67’ | Marcatori | 58’ Pasinato |

| Arbitro: | De Marchi (Pordenone) |

|                                  |           |           |
| Bulgarelli 44’ Perani 64’ (rig.) | Marcatori | 68’ Baker |

| Arbitro: | Jonni (Macerata) |

|                   |           |                             |
| Mazzia 46’ (aut.) | Marcatori | 41’, 71’ Nicolè 63’ Charles |

| Arbitro: | D'Agostini (Roma) |

|               |           |                           |
| Gualtieri 50’ | Marcatori | 11’ Selmosson 81’ Rozzoni |

| Arbitro: | Leita (Udine) |

|                         |           |                    |
| Recagni 19’ Mazzero 49’ | Marcatori | 11’, 13’ Gualtieri |

| Arbitro: | Roversi (Bologna) |

|             |           |             |
| Ferrini 42’ | Marcatori | 57’ Colombo |

| Arbitro: | Sbardella (Roma) |

|  |           |                             |
|  | Marcatori | 15’, 80’ Rosato 35’ Ferrini |

| Arbitro: | Ferrari (Milano) |

|  |           |            |
|  | Marcatori | 71’ Crippa |

| Arbitro: | Marchese (Napoli) |

|               |           |                      |
| Locatelli 37’ | Marcatori | 5’ (rig.) Manfredini |

| Arbitro: | Sebastio (Roma) |

|           |           |  |
| Cappa 13’ | Marcatori |  |

| Arbitro: | De Marchi (Pordenone) |

|  |           |                              |
|  | Marcatori | 72’ Petris 84’ (rig.) Milani |

| Arbitro: | Lo Bello (Siracusa) |

|                                                |           |                                 |
| Gerbaudo 5’ (aut.) Rivera 8’ Altafini 42’, 73’ | Marcatori | 31’ Crippa 57’ (rig.) Locatelli |

| Arbitro: | Ferrari (Milano) |

|                      |           |  |
| Crippa 22’, 67’, 63’ | Marcatori |  |

### Coppa Italia
| Arbitro: | Angonese (Mestre) |

|  |           |                    |
|  | Marcatori | 66’, 78’ Gilardoni |

### Coppa dell'Amicizia italo-franco-svizzera
| Arbitro: | Lacoste |

|                |           |                          |
| Vonlanthen 75’ | Marcatori | 15’ Locatelli 70’ Crippa |

| Arbitro: | Orlando |

|                        |           |              |
| Baker 2’ Locatelli 30’ | Marcatori | 88’ Frigerio |

| Arbitro: | Mallet |

|                    |           |                         |
| Rambert 54’ (rig.) | Marcatori | 14’ Baker 25’ Locatelli |

| Arbitro: | Heller |

|               |           |             |
| Gualtieri 46’ | Marcatori | 30’ Rivoire |

| Arbitro: | Gambarotta |

|                       |           |             |
| Rosato 42’ Crippa 50’ | Marcatori | 74’ Lodetti |

| Arbitro: | Rigato |

|             |           |             |
| Rozzoni 75’ | Marcatori | 82’ Ferrini |

| Arbitro: | Hajmann |

|                          |           |            |
| Placzek 51’ Deloffre 81’ | Marcatori | 75’ Crippa |

| Arbitro: | Huber |

|                |           |               |
| Di Giacomo 60’ | Marcatori | 87’ Wisnieski |

## Statistiche

### Statistiche di squadra
| Competizione                              | Punti | In casa | In casa | In casa | In casa | In casa | In casa | In trasferta | In trasferta | In trasferta | In trasferta | In trasferta | In trasferta | Totale | Totale | Totale | Totale | Totale | Totale | DR |
| Competizione                              | Punti | G       | V       | N       | P       | Gf      | Gs      | G            | V            | N            | P            | Gf           | Gs           | G      | V      | N      | P      | Gf     | Gs     | DR |
| ----------------------------------------- | ----- | ------- | ------- | ------- | ------- | ------- | ------- | ------------ | ------------ | ------------ | ------------ | ------------ | ------------ | ------ | ------ | ------ | ------ | ------ | ------ | -- |
| Serie A                                   | 36    | 17      | 7       | 7       | 3       | 24      | 19      | 17           | 5            | 5            | 7            | 18           | 21           | 34     | 12     | 12     | 10     | 42     | 40     | +2 |
| Coppa Italia                              | -     | 1       | 0       | 0       | 1       | 0       | 2       | 0            | 0            | 0            | 0            | 0            | 0            | 1      | 0      | 0      | 1      | 0      | 2      | -2 |
| Coppa dell'Amicizia italo-franco-svizzera | -     | 4       | 2       | 2       | 0       | 6       | 4       | 4            | 2            | 1            | 1            | 6            | 5            | 8      | 4      | 3      | 1      | 12     | 9      | +3 |
| Totale                                    | -     | 22      | 9       | 9       | 4       | 30      | 25      | 21           | 7            | 6            | 8            | 24           | 26           | 43     | 16     | 15     | 12     | 54     | 51     | +3 |

### Statistiche dei giocatori
| Giocatore       | Serie A  | Serie A | Coppa Italia | Coppa Italia | Coppa dell'Amicizia | Coppa dell'Amicizia | Totale   | Totale |
| Giocatore       | Presenze | Reti    | Presenze     | Reti         | Presenze            | Reti                | Presenze | Reti   |
| --------------- | -------- | ------- | ------------ | ------------ | ------------------- | ------------------- | -------- | ------ |
| E. Albrigi      | 13       | 2       | 1            | 0            | 2                   | 0                   | 16       | 2      |
| J. Baker        | 19       | 7       | 1            | 0            | 3                   | 2                   | 23       | 9      |
| A. Balestrieri  | 0        | 0       | 0            | 0            | 1                   | 0                   | 1        | 0      |
| E. Bearzot      | 18       | 2       | 1            | 0            | 7                   | 0                   | 26       | 2      |
| Bertoletti      | 0        | 0       | 0            | 0            | 1                   | 0                   | 1        | 0      |
| L. Buzzacchera  | 29       | 0       | 1            | 0            | 6                   | 0                   | 36       | 0      |
| B. Cancian      | -        | -       | -            | -            | 1                   | 0                   | 1        | 0      |
| G. Cella        | 28       | 0       | 0            | 0            | 0                   | 0                   | 28       | 0      |
| C. Crippa       | 31       | 7       | 1            | 0            | 7                   | 3                   | 39       | 10     |
| B. Di Giacomo   | -        | -       | -            | -            | 7                   | 1                   | 7        | 1      |
| G. Ferrini      | 32       | 3       | 0            | 0            | 2                   | 1                   | 34       | 4      |
| N. Fossati      | 0        | 0       | 0            | 0            | 1                   | 0                   | 1        | 0      |
| A. Gerbaudo     | 12       | 0       | 1            | 0            | 1                   | 0                   | 14       | 0      |
| A. Gianmarinaro | 1        | 0       | -            | -            | -                   | -                   | 1        | 0      |
| U. Gualtieri    | 16       | 3       | 0            | 0            | 6                   | 1                   | 22       | 4      |
| R. Lancioni     | 26       | 0       | 0            | 0            | 6                   | 0                   | 32       | 0      |
| D. Law          | 27       | 10      | 1            | 0            | 0                   | 0                   | 28       | 10     |
| M. Locatelli    | 15       | 3       | 0            | 0            | 7                   | 3                   | 22       | 6      |
| G. Mattavelli   | 4        | 0       | 0            | 0            | 0                   | 0                   | 4        | 0      |
| S. Mencacci     | -        | -       | -            | -            | 1                   | 0                   | 1        | 0      |
| G. Moschino     | 3        | 0       | 0            | 0            | 0                   | 0                   | 3        | 0      |
| L. Panetti      | 21       | -23     | 1            | -0           | 3                   | -1                  | 25       | -24    |
| R. Rosato       | 28       | 2       | 1            | 0            | 8                   | 1                   | 37       | 3      |
| P. Scesa        | 31       | 0       | 1            | 0            | 8                   | 0                   | 40       | 0      |
| G. Schiavo      | 6        | 0       | 1            | 0            | 2                   | 0                   | 9        | 0      |
| G. Trombini     | 0        | 0       | 0            | 0            | 3                   | 0                   | 3        | 0      |
| G. Versolatto   | 1        | 0       | 0            | 0            | 1                   | 0                   | 2        | 0      |
| L. Vieri        | 13       | -17     | 1            | -2           | 7                   | -8                  | 21       | -27    |

## Giovanili

### Piazzamenti
- Primavera:
  - Campionato Cadetti: ammesso alle finali nazionali (non disputate)
  - Torneo di Viareggio: 3º posto